# Мосо (Италия)
 Тази статия е за селото в Северна Италия.  За острова в Тихия океан вижте Мосо.  
Мо̀со (на италиански: Mosso; на пиемонтски: Mòss, Мос) е село в Северна Италия, община Валдилана, провинция Биела, регион Пиемонт. Разположено е на 625 m надморска височина.